# 東京キリンビバレッジサービス
東京キリンビバレッジサービス株式会社は、首都圏におけるキリンビバレッジの自動販売機の管理・運営を行う会社。

## 沿革
- 2000年1月 - 東京ベンディングサービス株式会社設立
- 2000年10月 - キリンビバレッジ社より缶及びペーパーパック自販機のオペレーション業務を受託
- 2001年12月 - カップ自販機のオペレーション及び自販機設置関連業務を受託
- 2002年9月 - 開拓関連及び営業管理業務を受託
- 2004年1月 - 東京キリンビバレッジサービス株式会社に社名変更
- 2010年4月　男性社員が会社の屋上から飛び降り自殺する事件が発生。